# Palacios de Goda (kommunhuvudort)
Palacios de Goda är en kommunhuvudort i Spanien.   Den ligger i provinsen Provincia de Ávila och regionen Kastilien och Leon, i den centrala delen av landet, 120 km nordväst om huvudstaden Madrid. Palacios de Goda ligger 821 meter över havet och antalet invånare är 447.
Terrängen runt Palacios de Goda är platt. Runt Palacios de Goda är det ganska tätbefolkat, med 129 invånare per kvadratkilometer. Närmaste större samhälle är Arévalo, 8,2 km sydost om Palacios de Goda. Trakten runt Palacios de Goda består till största delen av jordbruksmark.